# Pieni-Peranka
Pieni-Peranka och Iso Peranka är två sjöar i Finland. De ligger i Suomussalmi kommun i landskapet Kajanaland, i den nordöstra delen av landet, 600 km norr om huvudstaden Helsingfors. Pieni-Peranka ligger 241,7 meter över havet. Arean på båda sjöarna är tillsammans 5,5 kvadratkilometer. De båda sjöarna sträcker sig 3,6 kilometer i nord-sydlig riktning, och 7,8 kilometer i öst-västlig riktning. Den är 2,69 meter djup. Arean är 1,3 kvadratkilometer och strandlinjen är 8,74 kilometer lång. Sjön  ingår i Uleälvens huvudavrinningsområde. 
Följande öar finns i Pieni och Iso Peranka:
- Vasikkasaari (en ö)
- Niittysaari (en ö)
- Hirsisaari (en ö)
- Ukkosaari (en ö)
- Taivalsaari (en ö)
- Suolasaari (en ö)
- Korkeasaaren Pasko (en ö)
- Kannussaarenpasko (en ö)
- Kannussaari (en ö)
- Hoikansaarenpasko (en ö)
- Hoikkasaari (en ö)
- Heikinsaari (en ö)
- Ahvensaari (en ö)
- Heinosensaari (en ö)
- Kivisaari (en ö)
- Palosaari (en ö)